# Zvonečník klasnatý

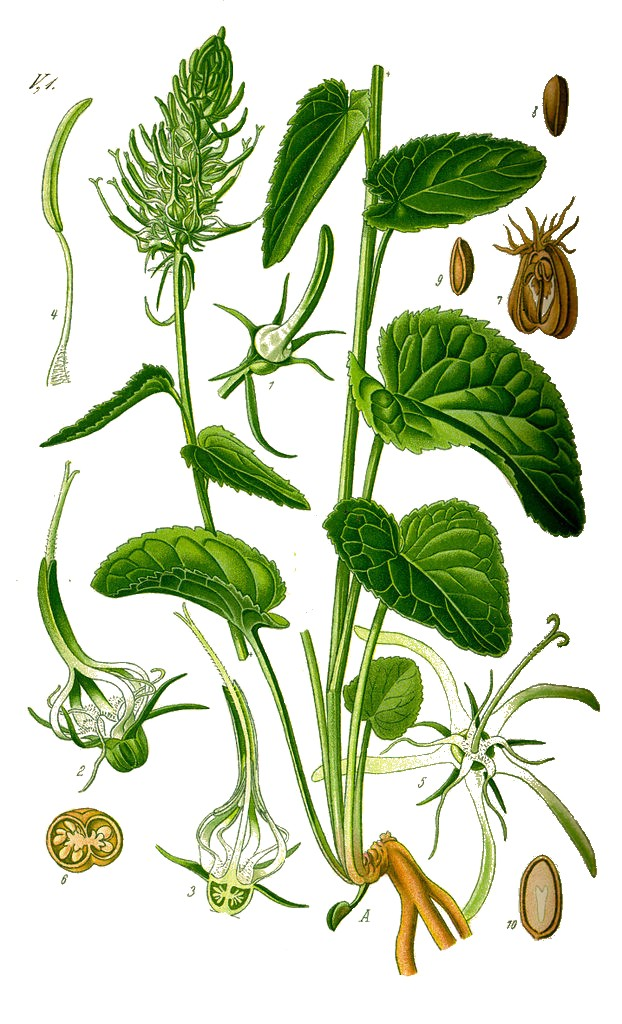
Zobrazení zvonečníku klasnatého

Zvonečník klasnatý (Phyteuma spicatum) je vytrvalá rostlina vyšších a vlhčích poloh kvetoucí na konci jara a v počátku léta bílými, nazelenalými či nažloutlými květy seřazenými v hustém klasu, který může v době kvetení prodlužovat lodyhu až do výšky 80 cm. Je jedním ze tří druhů rodu zvonečník, jež jsou původní a vyrůstají v české přírodě.
Bylina je rozšířena pouze v Evropě, kde se její areál původního výskytu rozkládá od Britských ostrovů a Francie na západě po Ukrajinu a Rumunsko na východě. Na severu je ohraničen jihem Skandinávského poloostrova a Finska a Baltskými státy, na jihu vede jeho hranice severem Pyrenejského a Apeninského poloostrova, severní polovinou Balkánu a končí v Rumunsku s přesahem na Ukrajinu.

## Ekologie
Druh je na většině území České republiky lokálně hojný, zvláště ve vyšších polohách. Těžiště jeho výskytu je v oreofytiku, kde v Krkonoších vystupuje až do nadmořské výšky 1420 m n. m. (u Luční boudy). Roste nejčastěji na vysokohorských loukách ve společnosti vysokostébelných travin, okolo potoků, řidčeji po okrajích níže položených světlých lesů. Tento hemikryptofyt se vyskytuje na půdách hlinitých, vlhkých a dostatečně zásobených živinami, které jsou na zásaditém podloží.
Je téměř neznámý z teplejších a sušších oblastí, jako jsou Doupovské hory a jižní Morava, vzácný je i na Českomoravské vrchovině a v jižních Čechách. Rostlina postupně rozkvétá od května do července, ploidie druhu je 2n = 22.

## Popis

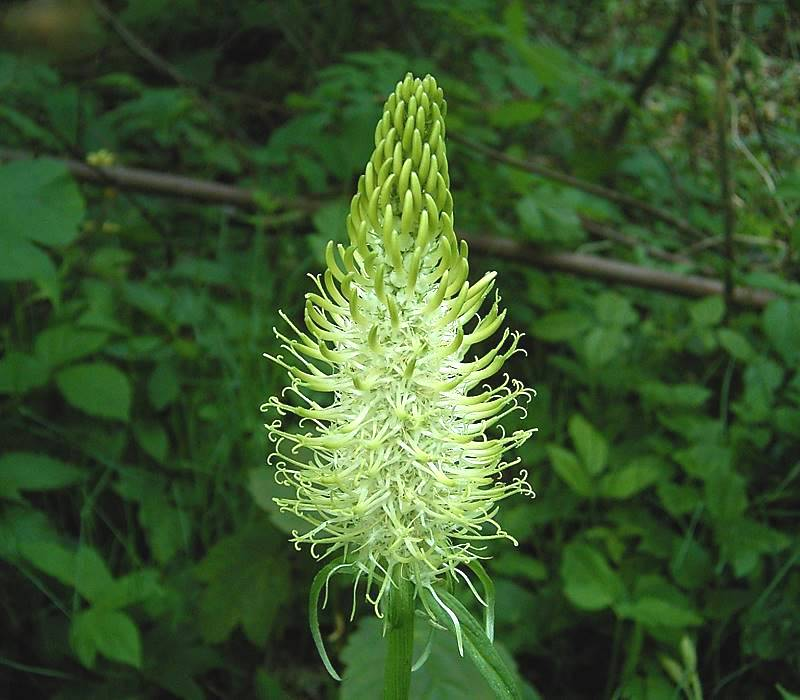
Klasnaté květenství

Vytrvalá bylina rostoucí z řepovitého, nepravidelně zhrubnutého kořene s oddenky, která vytváří přízemní listovou růžici a z ní vyráží jedna květná lodyha vysoká asi 20 cm[zdroj?] a 8 mm tlustá. Lodyha je přímá, nevětvená, podélně rýhovaná, dutá a lysá, obvykle přetrvává suchá přes zimu. Listová růžice má listy s dlouhými řapíky, jejich čepele jsou přibližně stejně dlouhé jako široké, (asi 6 cm), na bázi hluboce srdčité, na vrcholu krátce zašpičatělé a po obvodě jednou nebo dvakrát nepravidelně pilovité, ve střední části mívají často tmavou skvrnu. Lodyžní listy jsou podobné přízemním, jen na okraji jsou oddáleně pilovité, směrem vzhůru se čepele stávají delší než širší, řapíky se jim zkracují a horní listy jsou téměř přisedlé a dlouze špičaté.
Na vrcholu poměrně nízké lodyhy se vytváří květenství, které bývá za květů dlouhé asi 60 cm a za plodů se prodlužuje i na 80 cm.[zdroj?] Květenství je hustý válcovitý nebo vejčitý klas, sestavený z drobných, krátce stopkatých květů rostoucích z úžlabí úzkých zákrovních listenů, ty jsou celokrajné, na vrcholu ostře špičaté a vzájemně se nepřekrývají. Pětičetné květy mají zelený kalich členěný až k bázi v trojúhelníkovité cípy a bílou, nažloutlou nebo nazelenalou, vzácně i namodralou korunu s dlouhou trubkou, která je nejprve od báze ke špičce spojená a teprve později se vytváří štěrbina uprostřed a v plném rozkvětu se na špici zcela rozevře. V květu je pět, u báze rozšířených tyčinek s čárkovitými prašníky obsahující bledě žlutý pyl. Semeník bývá dvoupouzdrý a nese čnělku s dvouramennou bliznou. Květy jsou protandrické, cizosprašné a bývají opylovány hmyzem.
Plod je nažloutlá, asi 6 mm velká, kulovitá tobolka, ze které se ve zralosti několika otvory ve střední část uvolňují asi 1 mm velká, hnědožlutá, elipsoidní semena rozšiřována hlavně větrem. Rostliny se přirozeně šíří též oddenky, lze je uměle rozmnožovat dělením trsů s následnou výsadbou na polostinná stanoviště.

## Hybridizace
Zvonečník klasnatý někdy roste na stanovištích společně se zvonečníkem černým (který se odlišuje tmavě fialovou barvou květů) a spolu se kříží. Výsledkem je hybrid Phyteuma ×adulterinum Wallr. (Ph. nigrum × Ph. spicatum).
Tito kříženci jsou plodní a dalším zpětným křížením vznikají hybridní roje. Rodičovské druhy si však zachovávají svou identitu.